# Oczarowałaś mnie
Oczarowałaś mnie – dziewiąty album studyjny zespołu Akcent, wydany w 1997 roku przez firmę fonograficzną Omega Music oraz Green Star. Zawiera 10 premierowych utworów, a także 5 utworów z poprzedniego albumu Dance.
W 2005 roku firma fonograficzna Folk wydała reedycję albumu.
Do utworów: „Siwy koniu”, „Ostatni most” i „Obraz twój” nakręcono teledyski, które były emitowane w TV Polsat.

## Lista utworów
1. „La la la laj” (muz. Jerzy Suszycki, sł. Mariusz Mrówka)
2. „Siwy koniu” (muz. Zenon Martyniuk, sł. Mariusz Anikiej)
3. „Obraz twój” (muz. i sł. Jerzy Suszycki)
4. „Serce me” (muz. i sł. Zenon Martyniuk)
5. „Kiedy miasto” (muz. Zenon Martyniuk, sł. Mariusz Anikiej)
6. „Oj mamo mamo” (muz. i sł. twórcy ludowi)
7. „Dusza cygana” (muz. Zenon Martyniuk, sł. Mariusz Anikiej)
8. „Ostatni most” (muz. Jerzy Suszycki, sł. Mariusz Anikiej)
9. „Symfonia miłości” (muz. Zenon Martyniuk, sł. Mariusz Anikiej)
10. „Oczarowałaś mnie” (muz. i sł. Zenon Martyniuk)
11. „Daleko do gwiazd” (muz. Igor Giro, sł. Jerzy Suszycki) (utwór dodatkowy)
12. „Całuj mnie” (muz. Igor Giro, sł. Jerzy Suszycki) (utwór dodatkowy)
13. „Pokochaj mnie dziewczyno” (muz.[Igor Giro, sł. Jerzy Suszycki) (utwór dodatkowy)
14. „Harem” (muz. Sławomir Łosowski, sł. twórcy ludowi) (utwór dodatkowy)
15. „Jesteś moja” (muz. Igor Giro, sł. Jerzy Suszycki) (utwór dodatkowy)

## Lista utworów (kaseta magnetofonowa)
Strona A
1. „La la la laj”
2. „Siwy koniu”
3. „Obraz twój”
4. „Serce me”
5. „Kiedy miasto”

Strona B
1. „Oj mamo mamo”
2. „Dusza cygana”
3. „Ostatni most”
4. „Symfonia miłości”
5. „Oczarowałaś mnie”

## Lista utworów (wyd. Green Star)
Strona A
1. „Oczarowałaś mnie”
2. „Ostatni most”
3. „La la la laj”
4. „Oj mamo mamo”
5. „Dusza cygana”

Strona B
1. „Kiedy miasto”
2. „Serce me”
3. „Siwy koniu”
4. „Obraz twój”
5. „Symfonia miłości”

## Skład zespołu
- Zenon Martyniuk
- Mariusz Anikiej